# Areeta (métro de Bilbao)
Areeta est une station de métro de la ligne 1 du métro de Bilbao. Elle est située près de la place Areetako Geltokiko dans le quartier d'Areeta, sur le territoire de la commune de Getxo, dans le Grand Bilbao, province de Biscaye de la communauté autonome du Pays Basque, en Espagne.
L'ancienne gare, dénommée « Las Arenas », est ouverte en 1887 par la compagnie Ferrocarril económico de Bilbao a Las Arenas. La station du métro due à l'architecte Norman Foster est mise en service en 1995.

## Situation sur le réseau
Établie en souterrain, la station Areeta de la ligne 1 du métro de Bilbao, est située entre la station Gobela, en direction du terminus nord-ouest Plentzia, et la station Lamiako en direction du terminus sud-est Etxebarri.

Plan du métro.

Elle est située dans la zone B1.

## Histoire

### Gare ferroviaire
La gare de Las Arenas est mise en service le 1er juillet 1887, par la compagnie Ferrocarril económico de Bilbao a Las Arenas, lorsqu'elle ouvre à l'exploitation sa ligne de Bilbao à Las Arenas. Elle devient une gare de bifurcation le 15 mai 1893, lorsque la compagnie Ferrocarril de Las Arenas á Plencia, créée en 1891, ouvre le service de la ligne de Las Àrenas á Plencia.
C'est une gare en impasse partagée par les compagnies exploitantes de chacune des deux lignes. Après la mise à deux voies des lignes, la gare est électrifiée le 7 février 1928 avec la mise en service de l'électrification de BIlbao à Las Arenas, la ligne jusqu'à Plencia étant électrifiée le 28 avril 1929. La gare était située au PK 13 de la ligne de Bilbao à Plencia.
Au début des années 1950, la gare en impasse est transformée en gare de passage pour faciliter le fonctionnement de la ligne.

### Station du métro
La nouvelle station souterraine de Areeta est mise en service le 11 novembre 1995, lors de l'ouverture de la première section du métro de Bilbao entre Casco Viejo et Pientzia qui emprunte l'ancien tracé de la ligne du chemin de fer. La station est réalisée par l'architecte Norman Foster.

## Services aux voyageurs

### Accès et accueil
La station dispose de deux bouches sur la rue Ibaigane, près de la place Areetako Geltokiko, et au croisement des rues Ibaigane et Máximo Aguirre.

### Desserte

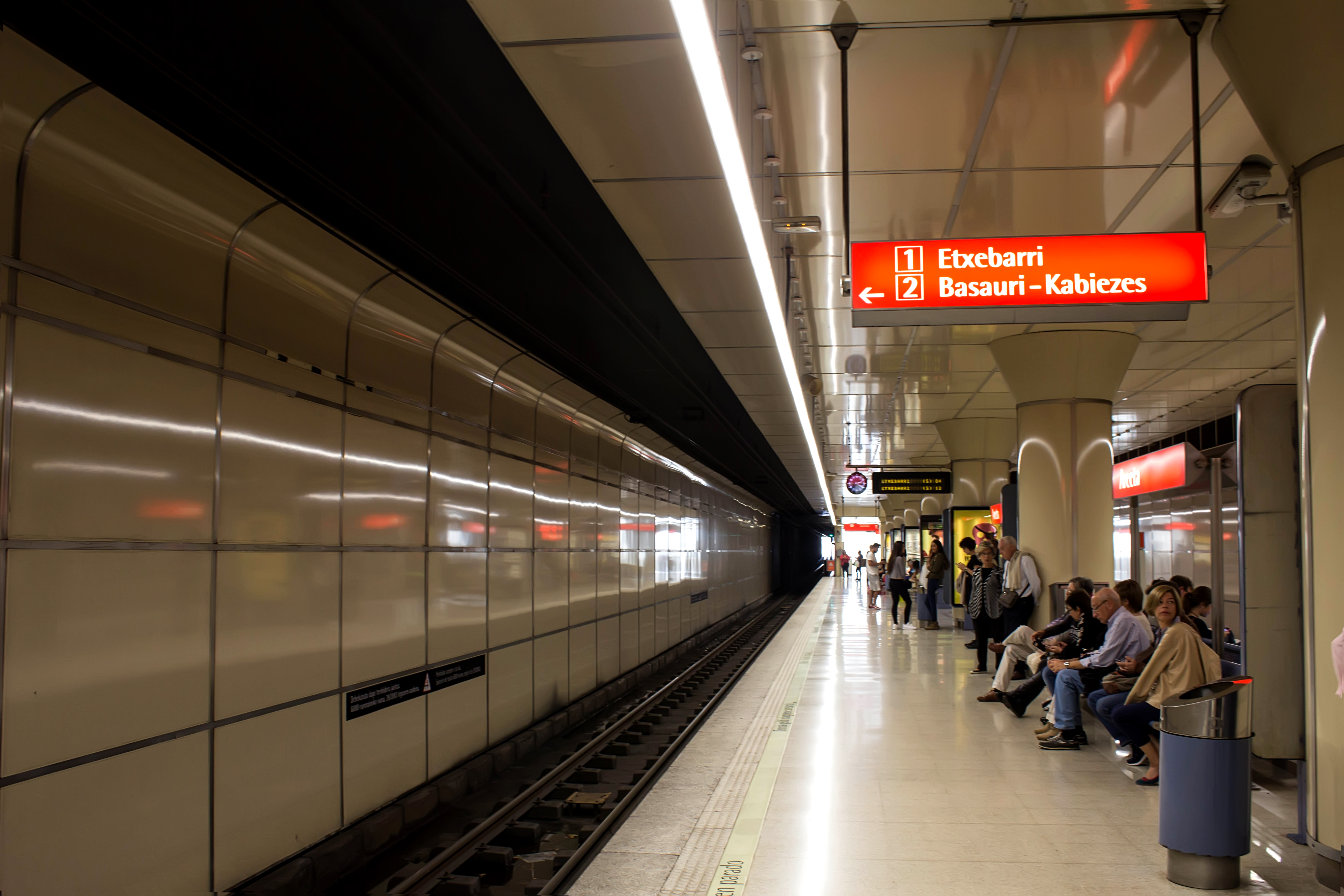
Voie et quai en direction d'Etxebarri.

Areeta est desservie par des rames de la ligne 1 du métro de Bilbao. Son tarif correspond à la zone B1. 

### Intermodalité
À proximité des arrêts sont desservis par des bus du réseau Bizkaibus (lignes : A2151, A2161, A3338, A3411, A3413, A3422, A3451, A3471 et A3472).
Le Pont transbordeur de Bizkaye est situé à proximité.